# Viktor Mazanov
Viktor Mazanov (Unión Soviética, 8 de marzo de 1947) es un nadador soviético retirado especializado en pruebas de estilo libre, donde consiguió ser subcampeón olímpico en 1968 en los 4 x 100 metros estilo libre.

## Carrera deportiva
En los Juegos Olímpicos de México 1968 ganó la medalla de plata en los 4 x 100 metros libre, tras Estados Unidos; y el bronce en los 4 x 100 metros estilos, tras Estados Unidos y Australia; cuatro años después, en las Olimpiadas de Múnich 1972 ganó la plata en los 4 x 100 metros libre, y el bronce en los 4x200 metros libre.